# Philippe Albert
Philippe Julien Albert (Bouillon, 10 d'agost de 1967) és un antic futbolista belga de la dècada de 1990. Fou 41 cops internacional amb la selecció belga de futbol entre 1987 i 1997, amb la qual disputà la Copa del Món de futbol de 1990 i la Copa del Món de futbol de 1994. Pel que fa a clubs, defensà els colors del següents equips: Charleroi, KV Mechelen i RSC Anderlecht a Bèlgica, i a Anglaterra Newcastle United FC i Fulham FC.

## Palmarès
KV Mechelen
- Lliga belga de futbol:
  - 1988-89

Anderlecht
- Copa belga de futbol:
  - 1994
- Supercopa belga de futbol:
  - 1993